# Dudich Endre (zoológus)
Dudich Endre (Nagysalló, 1895. március 20. – Budapest, 1971. február 5.) Kossuth-díjas magyar zoológus, egyetemi tanár, akadémikus. A barlangi élettan (bioszpeleológia) tudományának magyarországi egyik megalapítója.

## Élete
Eötvös-kollégistaként, a Pázmány Péter Tudományegyetem természetrajz-földrajz szakán 1920-ban szerezte meg tanári oklevelét. Az első világháborúban három és fél év frontszolgálatot teljesített. 1922-ben Szegeden avatták doktorrá, majd ugyanitt 1925-ben egyetemi magántanár lett.
Fia Dudich Endre.

## Munkássága
A magyar zoológia kiemelkedő alakja. Ő alkalmazott először matematikai módszereket a rovarok variációs vizsgálatánál. 1934-ben ő szervezte meg hazánk első Állatrendszertani és Állatföldrajzi Intézetét a budapesti Pázmány Péter Tudományegyetemen és 1971 februárjában bekövetkezett haláláig ebben az intézetben dolgozott. Az intézet élén tanítványai Balogh János, majd Loksa Imre követték. Az intézet mai jogutódja az ELTE Természettudományi Kar Állatrendszertani és Ökológiai Tanszéke.
Dudich Endre nevéhez fűződik az MTA Dunakutató Állomásának megszervezése Alsógödön (amit 1958-tól 1970-ig vezetett), valamint az intézményes Barlangzoológiai kutatások megindítása a Baradla-barlangban. Állatrendszertani tárgyú egyetemi jegyzetének átdolgozott változatából született a híres és máig használt „Dudich-Loksa” állatrendszertan könyv, amelyet kiváló tanítványával, Loksa Imrével készítettek el.
Élettörténetének egyik érdekessége, hogy 4 alkalommal tartott akadémiai székfoglalót. 1932-ben az MTA levelező tagjának, 1942-ben rendes tagjának választották. 1949-ben politikai okokból megfosztották akadémiai tagságától majd 1951-ben újra levelező taggá, majd 1964-ben rendes taggá választották.
1957-ben Kossuth-díjat kapott.

## Fontosabb kutatási területei
- Bogarak (Coleoptera) rendszertana és állatföldrajza
- Rákok (Crustacea) rendszertana, anatómiája és állatföldrajza
- Biometriai módszerek a morfológiai variabilitás vizsgálatában
- Hazai vízi élőhelyek hidrobiológiája
- Karszt- és barlangkutatás
- Erdőtalajok ízeltlábúinak produkciós biológiai vizsgálata (Balogh Jánossal és Loksa Imrével)

## Munkássága karszt- és barlangkutatóként

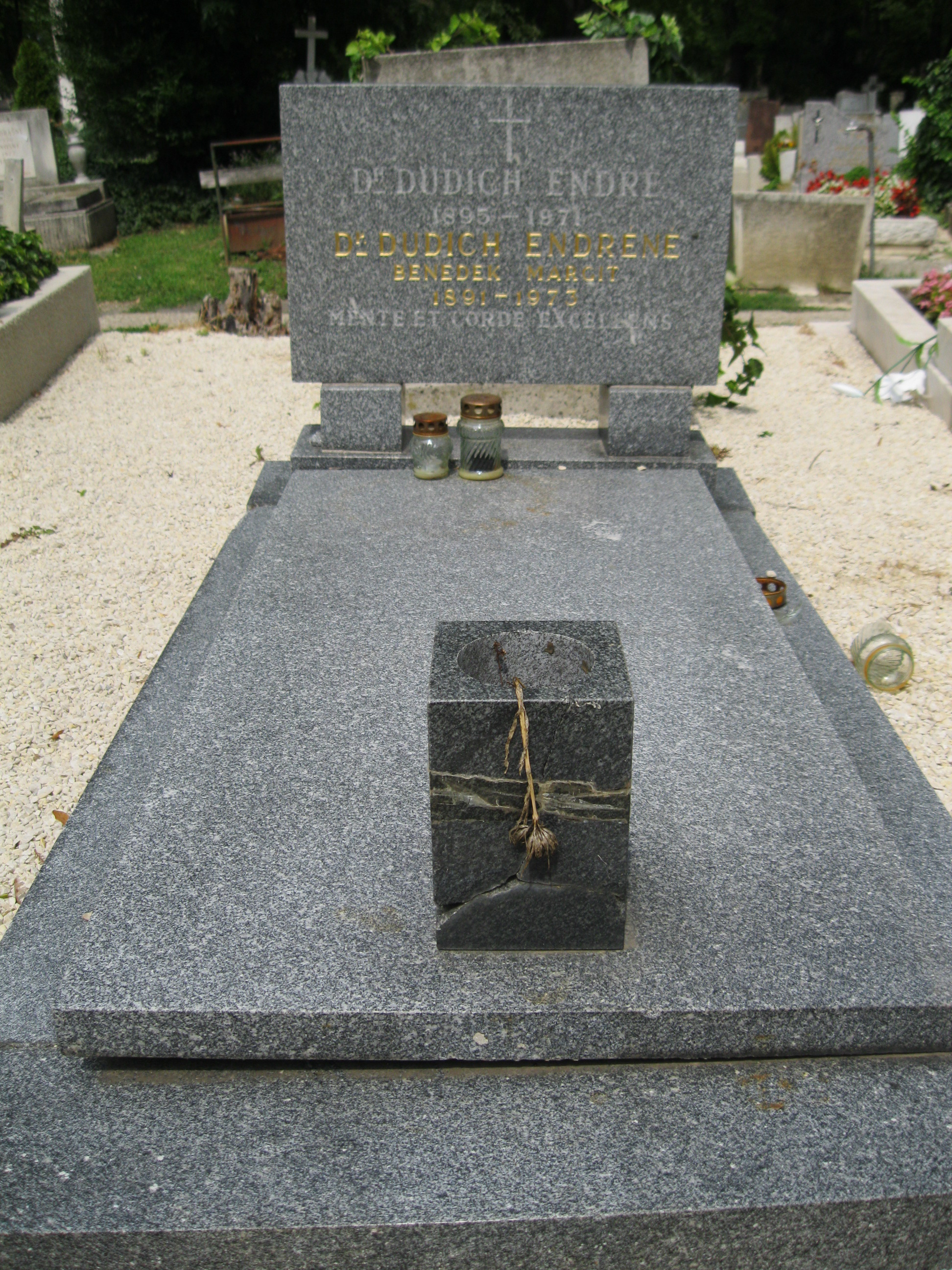
Dudich Endre sírja

Bokor Elemér barátsága vezette arra, hogy bogarakkal, valamint a barlangi élettannal foglalkozzon.
1926-ban a Magyar Barlangkutató Társulat alapító, majd választmányi tagja lett. Megkezdte az aggteleki Baradla-barlang élővilágának kutatását. Igen nehéz, sokszor sanyarú körülmények közt dolgozott itt. Vizsgálatai azonban már túlnyúlnak a barlangi faunisztikán. A mai értelemben vett produkcióbiológiai kutatások hazai alapjait rakta le. Az Állattani Szakosztályban ismertette első nagyobb eredményeit „Az Aggteleki-barlang élővilágának élelemforrásai” címen, amely munka 1930-ban nyomtatásban is megjelent, majd 1931-ben elnyerte vele a Természettudományi Társulat Margó-díját. További szpeleológiai vonatkozású munkája az 1932-ben megjelent „Az Aggteleki cseppkőbarlang és környéke” című útikönyve. A Baradlában végzett munkáinak szintézise a Bécsben, 1932-ben megjelenő Barlangtani Monográfiák sorozatban látott napvilágot „Biologie der Aggteleker Tropfsteinhöhle Baradla in Ungarn” címmel. Ez a 246 oldal terjedelmű munka az európai barlangbiológia egyik vezető egyéniségévé avatta Dudich Endrét. 1934-ben őt kérik fel a Benno Wolf-féle „Animalium Cavernarum Catalogus” bevezető részének megírására. A Baradla-barlangban 1958-ban épült meg az első hazai, a világon a negyedik földalatti barlangbiológiai laboratórium. Élete végéig vezette a laboratóriumi munkát.
1958-ban az újra megalakuló Magyar Karszt- és Barlangkutató Társulat elnökévé választotta, amely tisztséget 1962-ig viselte. A közben megalakuló MTESZ Karszt- és Barlangkutató Bizottságának elnöke volt 1961-től 1965-ig, 1959 és 1965 között pedig a Karszt- és Barlangkutatás főszerkesztője. Tudományos érdemeinek elismeréseképpen elsőnek kapta meg a Kadić Ottokár emlékérmet. 1968-ban a Társulat tiszteleti tagja és díszelnöke, ebben a tisztségben maradt haláláig. Elévülhetetlen érdemei vannak a barlangbiológiai kutatások újraélesztésében, a fiatal kutatók figyelmének az ilyen munkára való ráirányításában. Biztatására indultak meg újra a barlang-faunisztikai vizsgálatok is, amelyek számos hazai barlang élővilágának feltárását eredményezték.

## Művei
- Rendszeres állattan 3, Pécs, 1927
- Az aggteleki cseppkőbarlang és környéke, Budapest, 1932
- A magyar állatnevek helyesírási szabályai. Akadémiai Kiadó, Budapest, 1958

## Emlékezete

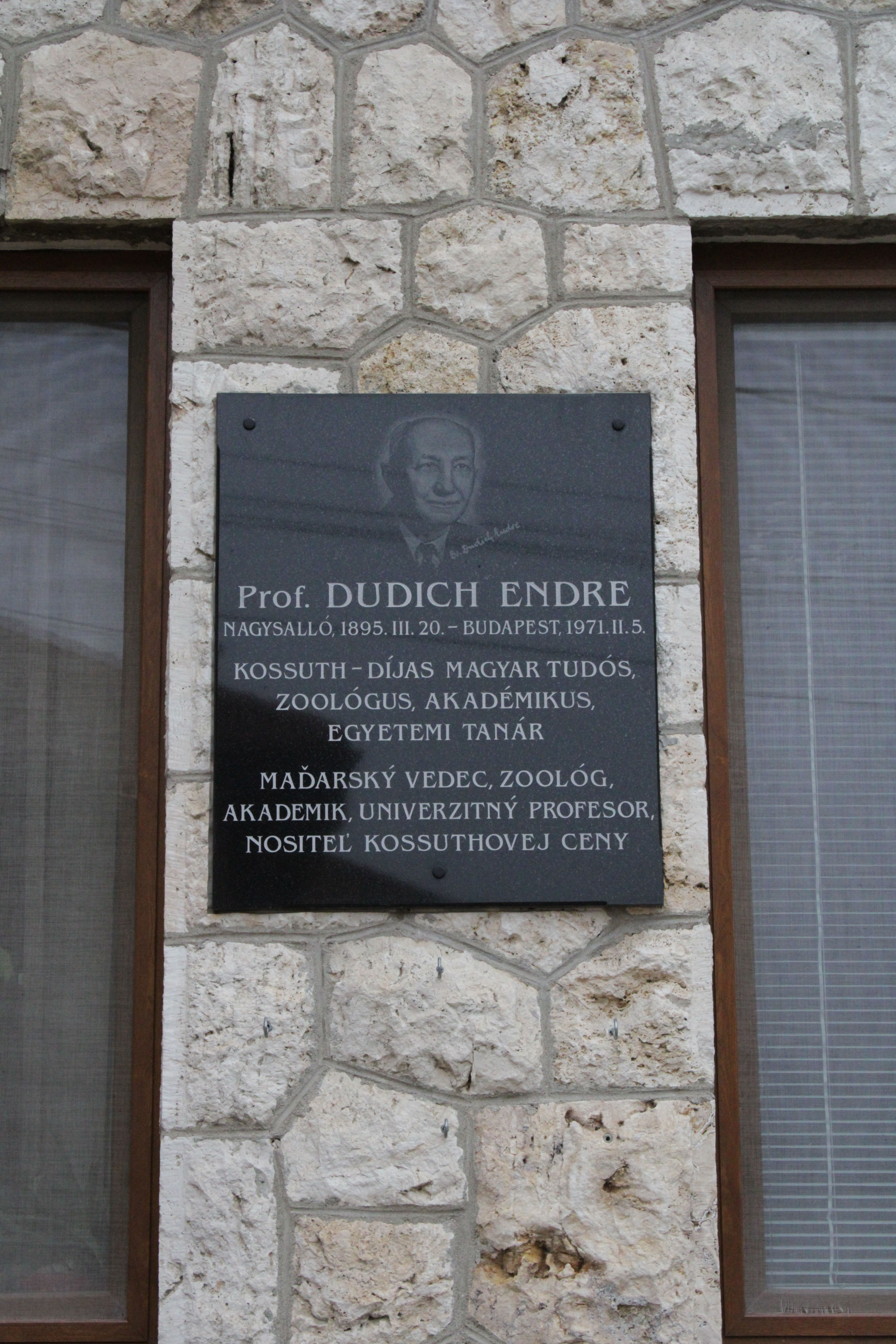
Nagysalló

- Az ELTE IK új Lágymányosi Campusán a Déli Tömb 0-817 szemináriumi terme Dudich Endre nevét viseli. Sírja a Farkasréti temetőben található [6/1-1-36].